# Ханданович, Ясмин
Я́смин Ханда́нович (словен. Jasmin Handanovič; 28 января 1978, Любляна) — словенский футболист, игравший на позиции вратаря. Участник чемпионата мира 2010 года в составе сборной Словении.

## Карьера
Ясмин Ханданович начал карьеру в клубе «Олимпия» из города Любляна, в котором прошёл все возрастные команды. В сезоне 1997/98 Ханданович дебютировал в основе клуба. После этого Ясмин провёл в «Олимпии» ещё 4 года, проведя в общей сложности 12 матчей в чемпионате Словении. В 2001 году он перешёл в клуб «Триглав» из города Крань. Затем играл за «Загорье», «Свободу» и вновь «Олимпию».
В 2005 году Ханданович перешёл в «Копер», заплативший за трансфер голкипера 300 тысяч евро. Здесь он стал основным голкипером команды, занявшей третье место в чемпионате и выигравшей Кубок Словении. В том же сезоне Ханданович был признан лучшим голкипером чемпионата Словении.
В июне 2007 года Ханданович, в статусе свободного агента, перешёл в итальянскую «Мантову», став первым голкипером-иностранцем, защищавшим цвета этого клуба.
Он дебютировал в основном составе команды в матче с «Равенной». В первом сезоне Ханданович играл за клуб не регулярно, но затем смог завоевать место в основе команды.

## Международная карьера
В составе сборной Словении Ханданович дебютировал 19 ноября 2008 года в матче с Боснией и Герцеговиной, в которой пропустил 4 гола, а его команда проиграла 3:4. 28 марта 2009 года Ханданович провёл вторую игру в футболке национальной команды против Чехии; игра завершилась вничью 0:0.

## Достижения
«Олимпия»
- Обладатель Кубка Словении: 1999/00

«Копер»
- Обладатель Кубка Словении (2): 2005/06, 2006/07

«Марибор»
- Чемпион Словении (6): 2011/12, 2012/13, 2013/14, 2014/15, 2016/17, 2018/19
- Обладатель Кубка Словении: 2011/12, 2012/13, 2015/16
- Обладатель Суперкубка Словении (3): 2012, 2013, 2014

## Личная жизнь
Двоюродный брат другого голкипера, Самира Хандановича, выступавшего за итальянский «Интер». В 2008—2012 гг. оба брата также вызывались в сборную Словении.